# Любша (Стрийський район)
Лю́бша — село в Україні, у Стрийському районі Львівської області. Населення становило 435 осіб у 2021 році. Орган місцевого самоврядування — Журавненська селищна рада.

## Історія
У податковому реєстрі 1515 року повідомляється про неможливість отримання податків з села через зруйнування татарами.

### Церква
Церкву Преподобного Симеона Стовпника в Любші почали будувати у 1888 році, коли було отримано дозвіл австрійської влади на її зведення. 1892 року храм уже був збудований. Намісні ікони та ікони на дияконських дверях іконостасу до церкви в Любші намалював відомий сакральний художник Антон Монастирський.
У 2006 році парафіяльна церква в селі була відреставрована. Тут збереглися чотири старовинні Євангелія (XVIII ст.).

### Будинок культури
Будинок культури (зараз Просвіта) збудовано в 1966 р. на кошти колгоспу «Перемога» (голова к-пу Ляуфер Яків Климович). Містить: Кінозал на 350 місць, танцювальний зал 20 м х 20 м, бібліотеку, кабінет завідувача і три допоміжних приміщення.

## Населення

### Мова
Розподіл населення за рідною мовою за даними перепису 2001 року:
| Мова       | Кількість | Відсоток |
| ---------- | --------- | -------- |
| українська | 564       | 99.3%    |
| російська  | 4         | 0.7%     |
| Усього     | 568       | 100%     |

## Політика

### Парламентські вибори, 2019
На позачергових парламентських виборах 2019 року у селі функціонувала окрема виборча дільниця № 460391, розташована у приміщенні школи.
Результати
- зареєстровано 377 виборців, явка 46,68%, найбільше голосів віддано за «Слугу народу» — 26,70%, за «Європейську Солідарність» — 15,91%, за Радикальну партію Олега Ляшка — 14,77%.[6] В одномандатному окрузі найбільше голосів отримав Андрій Кіт (самовисування) — 45,09%, за Володимира Кулака (самовисування) — 12,72%, за Володимира Наконечного (Слуга народу) — 11,56%[7].

## Відомі люди
У серпні 1891 р. село відвідали І.Франко та О.Маковей